# Stadsgårdsterminalen

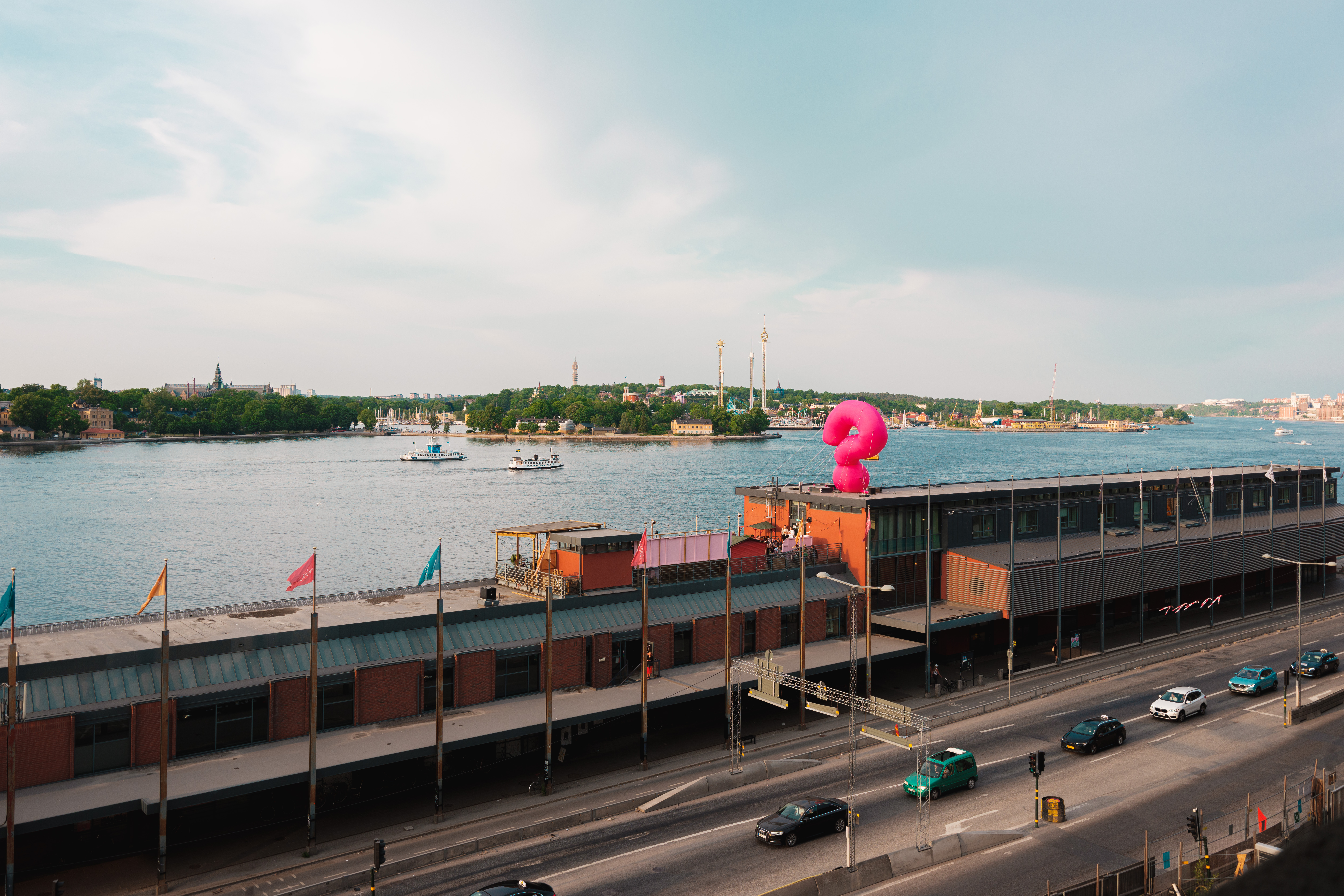
Stadsgårdsterminalen 2023

Stadsgårdsterminalen, tidigare känd som Birkaterminalen, är ett kulturcentrum beläget mellan Slussen och Fotografiska på Södermalm i Stockholm. I juni 2022 omvandlade konstnärsgruppen och kulturbyrån Kollektivet Livet den tidigare kryssningsterminalen till en mötesplats för konst, musik, evenemang och nattliv.
Platsen rymmer flera faciliteter, inklusive en bar, en takterrass och livescenen Kollektivet Livet Bar & Scen. Sedan öppningen i början av 2023 har Stadsgårdsterminalen snabbt etablerat sig som en självklar del av Stockholms kulturliv och arrangerar en bred mix av konserter, klubbar och konstutställningar.